# Округ Хавличкув Брод
Округ Хавличкув Брод (чеш. Okres Havlíčkův Brod) је округ у крају Височина, у Чешкој Републици. Административно средиште округа је град Хавличкув Брод.

## Становништво
Према подацима о броју становника из 2012. године округ је имао 95.091 становника.